# Meilge Molbthach
Meilge Molbthach (i.e: le louable), fils de Cobthach Cóel Breg.

## Règne
Meilge Molbthach accède au trône après voir tué  Labraid Loingsech le meurtrier de son père. Il règne 7 ans (F.F.E.) ou 17 ans (A.F.M.) jusqu'à ce qu'il soit tué à son tour par  Mog Corb, petit-fils de Rechtaid Rígderg, dans le Munster.
On raconte que lorsque l'on creusa sa tombe un lac surgit à cet endroit et que pour cette raison le lac est dénommé  « Loch Meilge ». Son fils Irereo sera ensuite « Haut roi ».
Le  Lebor Gabála Érenn synchronise son règne avec celui de  Ptolémée III Evergète en Égypte Ptolémaïque (246-222 av. J.-C.). La chronologie de  Geoffrey Keating Foras Feasa ar Éirinn attribue comme date à son règne  369-362 av. J.-C. et les  Annales des quatre maîtres de 523-506 av. J.-C..

## Source
- (en) Cet article est partiellement ou en totalité issu de l’article de Wikipédia en anglais intitulé « Meilge Molbthach » (voir la liste des auteurs), édition du 31 mars 2012.